# Pąsogłówka
Pąsogłówka (Purpureicephalus spurius) – gatunek średniej wielkości ptaka z podrodziny dam (Loriinae) w obrębie rodziny papug wschodnich (Psittaculidae). Zamieszkuje południowo-zachodnie wybrzeże Australii. Nie jest zagrożony.

## Systematyka
Pąsogłówka została opisana w 1820 roku przez Heinricha Kuhla, jako Psittacus spurius, w oparciu o okaz złowiony w Albany w Australii Zachodniej przez ekspedycję Nicolasa Baudina z lat 1801–1803 i zdeponowany w Muzeum Historii Naturalnej w Paryżu. Obecnie gatunek ten umieszczany jest w monotypowym rodzaju Purpureicephalus. Nie wyróżnia się podgatunków.

## Morfologia
Cała korona głowy karmazynowa; twarz i pokrywy uszne żółtawozielone; kark, grzbiet i pokrywy skrzydeł zielone; pióra lotne ciemne z pokrywami podskrzydłowymi i zewnętrznymi wstęgami w kolorze matowego błękitu; kuper i górne pokrywy ogona żółtawozielone; pióra boczne bladoniebieskie z białawym zakończeniem. Samice bardziej matowe; boki i pokrywy podogonowe zielone.
Długość ciała 36 cm, masa ciała 98–156 g.

## Pożywienie
Głównie nasiona eukaliptusów i traw oraz pąki liści. Czasami drobne owady i ich larwy.

## Rozmnażanie
Okres lęgowy: najczęściej sierpień – grudzień.

Gniazdo: w wydrążonym pniu lub zagłębieniu wysoko na drzewie.

Jaja: zazwyczaj 4–7.

Wysiadywanie: około 20 dni.

## Status zagrożenia i ochrona
Gatunek pospolity, szeroko rozprzestrzeniony w swoim obszarze występowania. Międzynarodowa Unia Ochrony Przyrody (IUCN) uznaje go za gatunek najmniejszej troski (LC – Least Concern). BirdLife International ocenia trend liczebności populacji jako wzrostowy, gdyż postępująca degradacja środowiska powoduje powstanie nowych, dogodnych dla tego gatunku siedlisk.
Gatunek ten jest ujęty w II załączniku konwencji waszyngtońskiej (CITES).

## Galeria

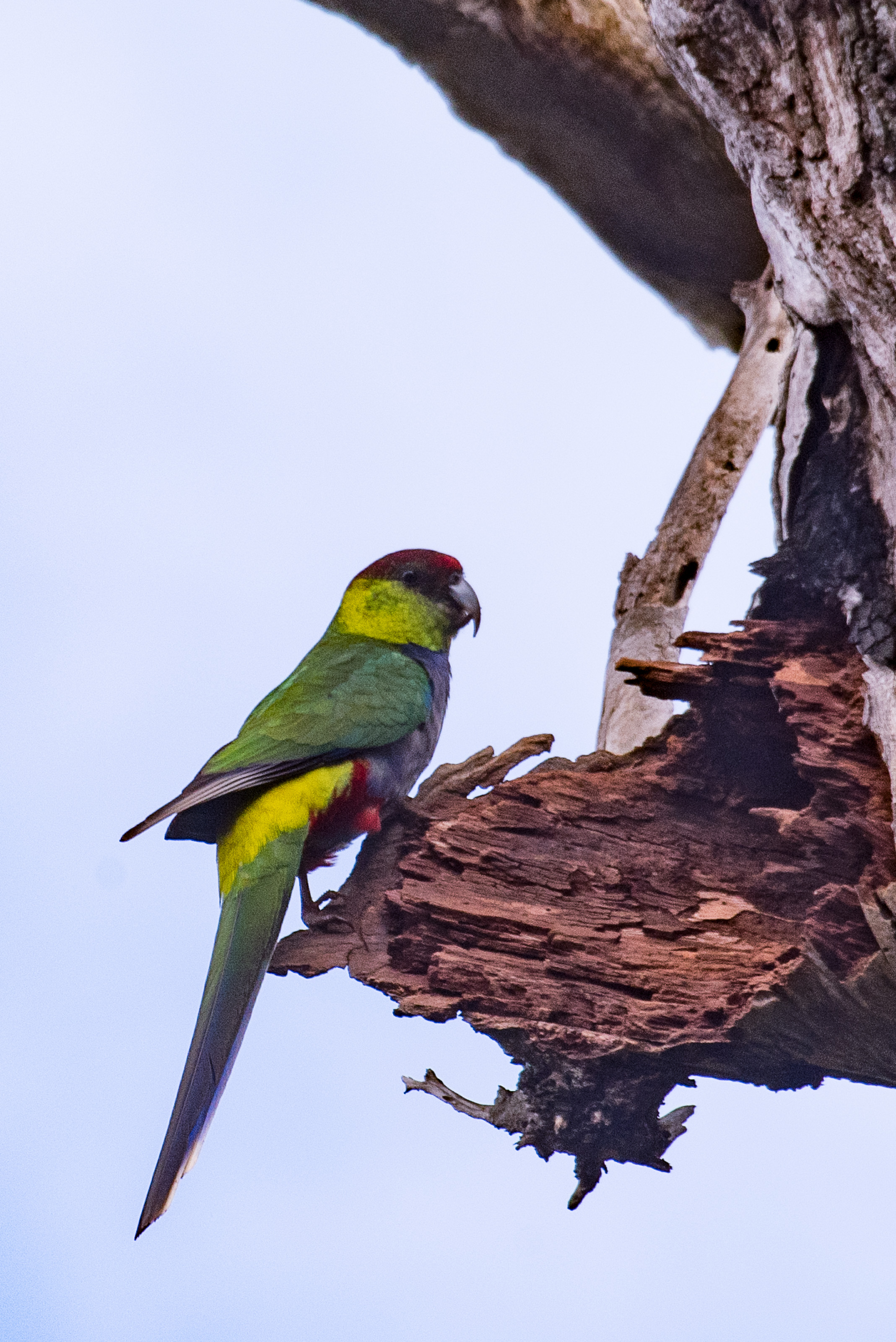
Pąsogłówka przy gnieździe
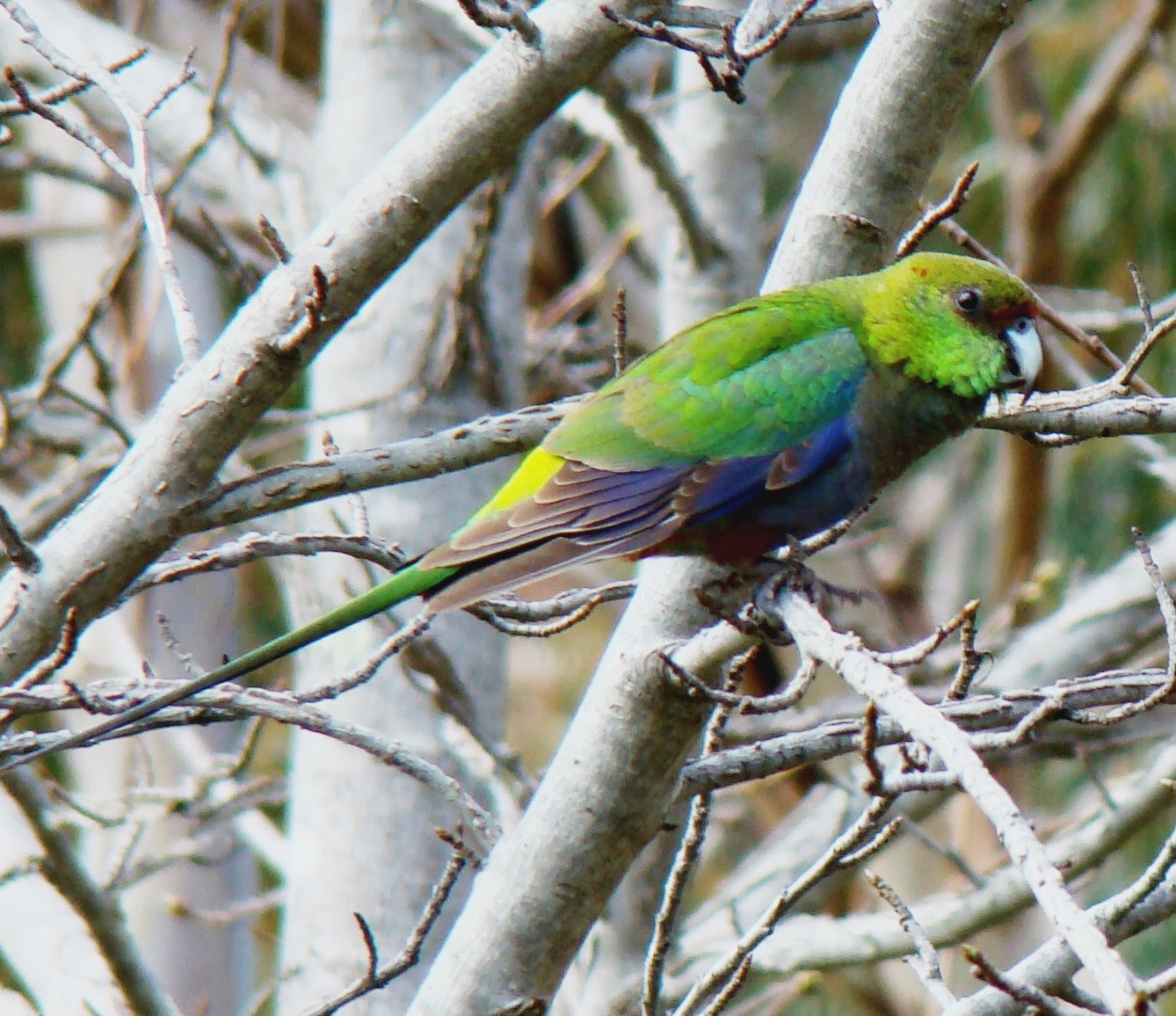
Pąsogłówka